# Cheriton Fitzpaine
Cheriton Fitzpaine – wieś w Anglii, w hrabstwie Devon, w dystrykcie Mid Devon. Leży 15 km na północ od miasta Exeter i 254 km na zachód od Londynu.